# Kubra Jahan Begum
Kubra Jahan Begum, var en afghansk prinsessa och aktivist. 
Hon var dotter till Habibullah Khan och Sitara Begum samt halvsyster till kung Amanullah Khan av Afghanistan. Hon gifte sig med Sardar Muhammad Husain Jan. 
Hennes bror Amanullah Khan besteg tronen 1919 och iscensatte ett radikalt moderniseringsprogram i Afghanistan, som också inkluderade kvinnors frigörelse. Hans drottning Soraya Tarzi, mor Sarwar Sultana Begum och flera av hans systrar agerade förebilder för den nya kvinnorollen genom att lämna purdah, visa sig offentligt utan slöja och i västerländska kläder, och engagera sig i offentliga uppdrag. 
Hon utnämndes 1928 till ordförande för kvinnoföreningen Anjuman-i Himayat-i-Niswan, en förening som hade grundats av hennes syster Sahira Begum Siraj Al Banat och hennes svägerska drottning Soraya Tarzi.